# Jean-Jacques Dumaire
Jean-Jacques Dumaire , né le 11 juin 1763 à Sarreguemines et mort le 28 décembre 1818 dans la même ville, est un homme politique français.
Fils du député Jean-Baptiste Dumaire, avocat à Sarreguemines, économe des hôpitaux, il est président du tribunal de première instance de sa ville. Il est député de la Moselle de l'an XI (1803) à 1815. Il est confirmé à son poste de magistrat en 1816.

## Sources
- « Jean-Jacques Dumaire », dans Adolphe Robert et Gaston Cougny, Dictionnaire des parlementaires français, Edgar Bourloton, 1889-1891 [détail de l’édition]